# Mercado Urbano Tobalaba
Mercado Urbano Tobalaba, também conhecido por sua sigla MUT, é um conjunto de edifícios de escritórios e shopping em Las Condes, Santiago de Chile. 

## Descrição
O conjunto MUT abrange uma área completa entre a Avenida Apoquindo, Encomenderos, Roger de Flor e O Bosque, no setor popularmente conhecido como Sanhattan na comuna de Las Condes.
Com mais de 186 mil metros quadrados de área, o Mercado Urbano Tobalaba é composto por quatro torres de escritórios com salas para aluguel e cinco andares de comércio, que em sua fase final contarão com 300 lojas comerciais. Além disso, conta com 2.000 vagas de estacionamento, diversos serviços para ciclistas e o Bici Hub, o maior estacionamento de bicicletas da América Latina.
O conjunto também possui 20 mil metros quadrados de áreas verdes, e o quarto andar foi projetado pelas arquitetas chilenas Paula Livingstone e Javiera Jadue, onde foram plantadas espécies produtivas e hortas comunitárias.
Além disso, está conectado à estação Tobalaba da Linha 4 do Metro de Santiago, por meio de um túnel abaixo do canal San Carlos.

## História
Em 2013, o terreno onde está localizado o MUT foi adquirido pela empresa Territoria, com um investimento superior a 500 milhões de dólares. Em 2015, a Autoridade de Investimentos de Abu Dabi se associou à Territoria para o desenvolvimento do MUT, o que teve início no ano seguinte.
Em julho de 2023, foi aberta a primeira etapa do projeto.

## Galeria
- Acesso pela estação Tobalaba
- Interior do MUT
- Conexão com a estação Tobalaba